# Alessandra Carbonaro
Pour les articles homonymes, voir Carbonaro.
Alessandra Carbonaro, née le 6 septembre 1986 à Reggio de Calabre (Italie), est une femme politique italienne.

## Biographie
Alessandra Carbonaro naît le 6 septembre 1986 à Reggio Calabria.
Elle est élue députée lors des élections générales de 2018 au scrutin proportionnel.